# (34415) 2000 RV103
2000 RV103 (asteroide 34415) é um asteroide da cintura principal. Possui uma excentricidade de 0.04236220 e uma inclinação de 6.79847º.
Este asteroide foi descoberto no dia 6 de setembro de 2000 por LINEAR em Socorro.